# Zeitschrift für Wohnungseigentumsrecht
Die Zeitschrift für Wohnungseigentumsrecht (ZWE) ist eine juristische Fachzeitschrift, die von 1999 bis 2009 im Lexxion Verlag in Berlin erschien und seit 2010 nunmehr im Verlag C. H. Beck erscheint. Sie befasst sich mit dem Wohnungseigentumsrecht und dessen wirtschaftlicher Zusammenhänge. Dabei wird die Rechtsprechung ausgewertet.
Die Schwerpunkte sind:
- Begründung von Wohnungseigentum
- Verwaltung von Wohnungseigentum
- Steuern, Mietverträge, Prozesse

Zur Zielgruppe der Zeitschrift zählen Wohnungseigentümer, Verwalter, Bauträger, Projektentwickler und Rechtsanwälte für Wohnungseigentumsrecht.